# اسووگه
اسووگه شهری در استان صوفیه کشور بلغارستان است که جمعیت آن در سال ۲۰۰۱ میلادی ۸٬۵۵۹ نفر بوده‌است.